# Port of Spain
Port of Spain ist die Hauptstadt von Trinidad und Tobago mit 37.074 Einwohnern, als Agglomeration 548.299 (Zensus 2000), gelegen am Golf von Paria im Nordwesten der Insel Trinidad. Sie beherbergt den wichtigsten Hafen des Landes und ein technisches Institut; Asphalt- und Kakaoexport sind von großer Bedeutung.

## Lage
Port of Spain breitet sich im Nordwesten der Insel Trinidad auf einer Fläche von gut 10 km² aus. Südwestlich erstreckt sich der Golf von Paria. Nördlich der Stadt verläuft die Northern Range, ein Mittelgebirge, in dessen südliche Hänge sich die Vororte von Port of Spain erstrecken. Im Süden wird das Stadtgebiet durch den Caroni Swamp, ein ausgedehntes Sumpf- und Naturschutzgebiet, begrenzt. Bedingt durch diese doppelte Einschränkung einer räumlichen Expansion ist Port of Spain über die Jahrzehnte nach Osten gewachsen, entlang der südlichen Ausläufer der Northern Range. Die so entstandene Agglomeration, die sich von Port of Spain im Westen bis Arima etwa 25 km weiter östlich erstreckt und East-West Corridor genannt wird, umfasst über 500.000 Einwohner und damit fast ein Drittel der gesamten Bevölkerung von Trinidad und Tobago.
Trinidad und Tobago liegt südlich des Hurrikangürtels, und der Golf von Paria bildet nochmals ein wettersicheres Gebiet innerhalb dieses ruhigeren Teils des Karibischen Meeres. Der Hafen von Port of Spain stellt mithin ein wichtiges Wirtschaftszentrum der Karibik dar und wird auch von Seglern und Kreuzfahrtschiffen häufig angesteuert.

## Geschichte

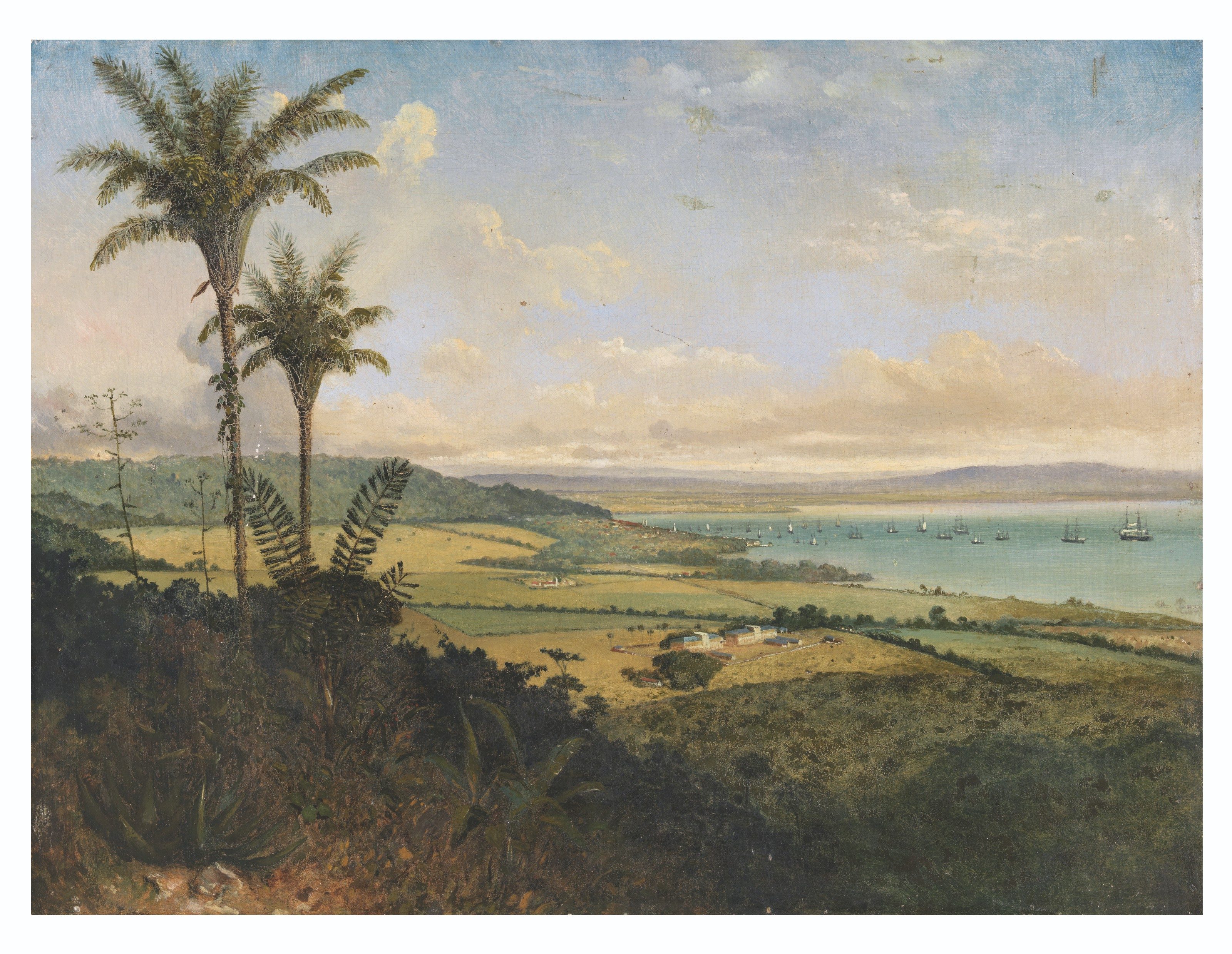
Blick auf Port of Spain von Fort George, Gemälde von Michel-Jean Cazabon, 19. Jahrhundert

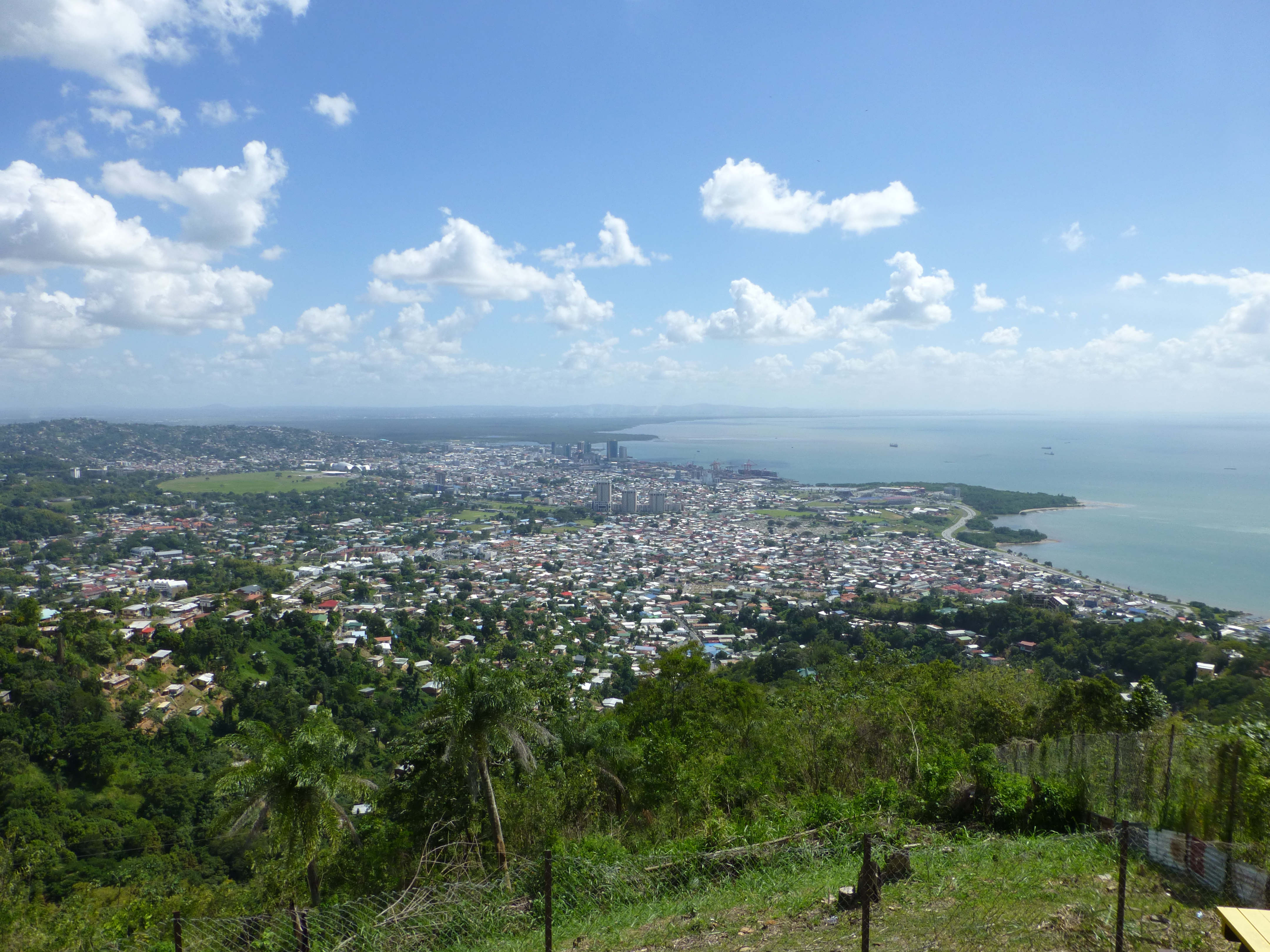
Blick auf Port of Spain von Fort George (2014)

Bis Mitte des 16. Jahrhunderts befand sich auf dem Gebiet des heutigen Port of Spain ein indianisches Dorf namens Cumucurapo. Seit 1530 lieferte sich der spanische Gouverneur für Trinidad, Antonio Sedeño, beim Versuch, auf Trinidad eine dauerhafte Siedlung zu installieren, mehrere erfolglose Scharmützel mit den Indianern. 1533 errichtete Sedeño in der Nähe von Cumucurapo einen durch Palisaden befestigten Siedlungsplatz, musste diesen nach weiteren Kämpfen ein Jahr später wieder aufgeben. 1560 wurde von den Spaniern dort, wo sich heute die östlichen Vororte von Port of Spain befinden, ein Fort errichtet, das gehalten werden konnte. Dieses Jahr gilt mithin als Gründungsjahr von Port of Spain, damals noch Puerto de los Hispanioles. Die folgenden 200 Jahre existierte der Ort als eher armselige Ansammlung von Hütten; 1690 berichtete der damalige Gouverneur Don Sebastien de Roteta nach Madrid, dass der Ort über sechs Häuser und eine Kirche verfüge. 1757 wurde der Regierungssitz von San José de Oruña (dem heutigen St. Joseph) nach Port of Spain verlegt, das seeseitig durch das Fort San Andres geschützt war. Ab 1784 setzte Gouverneur José María Chacón die Cedula de populacion um, ein Edikt des spanischen Ministers José de Gálvez y Gallardo, das die verstärkte Ansiedlung französischer Bürger auf Trinidad gestattete und dadurch einen signifikanten Bevölkerungszuwachs und eine rasch ansteigende Wirtschaftsleistung der Insel ermöglichte. In der Folgezeit blühte auch Port of Spain auf; 1786 betrug die Einwohnerzahl bereits 3000. 1787 ließ Chacón den St. Ann’s River, der bis dahin mitten durch den Ort floss und regelmäßig für Überschwemmungen sorgte, umleiten, so dass der Fluss am Fuße der Laventille Hills entlang nach Süden floss und damit die östliche Grenze des Stadtgebiets markierte.
1797 wurde Port of Spain von den Briten unter Ralph Abercromby kampflos erobert, da der letzte spanische Gouverneur Chacón über keine Möglichkeiten zur Verteidigung der Stadt verfügte und sie übergab. Zu diesem Zeitpunkt bestand Port of Spain aus nur zehn Straßen, hatte aber über 10.000 Einwohner, die mehrheitlich französischsprachig waren. In der Folge wurden Straßen und Landmarken mit englischen Bezeichnungen versehen. 1808 wurden bei einem verheerenden Großbrand ungeklärter Ursache fast die gesamte Stadt zerstört und ihre Einwohner obdachlos; zu Tode kamen glücklicherweise nur zwei Menschen. Im Rahmen des Wiederaufbaus kam es zu Landaufschüttungen im Golf von Paria, in Folge derer neue Hafenanlagen gebaut wurden und nach deren Abschluss das Fort San Andres landeinwärts positioniert war. 1958 wurde Port of Spain Hauptstadt der kurzlebigen Westindischen Föderation. 1962 wurde die Stadt im Rahmen der Unabhängigkeit von Großbritannien Hauptstadt von Trinidad und Tobago. Zu dieser Zeit hatte die Stadt über 100.000 Einwohner. Seitdem verringerte sich die Einwohnerzahl, da Wohngebiete nach und nach in Handels- und Industriezonen umgewandelt wurden und sich die Besiedlung in angrenzende, formell nicht zur Hauptstadt gehörende Gebiete verlagerte. Heute hat das Kerngebiet von Port of Spain unter 40.000 Einwohner, die Metropolregion aber über 500.000.
| Jahr | Einw.  | Anmerkung                          |
| ---- | ------ | ---------------------------------- |
| 1901 | 54.100 | ---                                |
| 1946 | 92.793 | Eingemeindung von St. James (1938) |
| 1960 | 93.954 | ---                                |
| 1970 | 73.950 | ---                                |
| 1988 | 59.200 | ---                                |
| 2000 | 49.031 | ---                                |
| 2011 | 37.074 | ---                                |

| Gebietskörperschaft | Einwohner |
| ------------------- | --------- |
| Port of Spain       | 49.031    |
| Diego Martin        | 105.720   |
| San Juan/Laventille | 157.295   |
| Tunapuna/Piarco     | 203.975   |
| Arima               | 32.278    |
| Summe               | 548.299   |
| Quelle: Zensus 2000 |           |

## Gliederung
| Stadtteil | Lage | Charakterisierung                       | bedeutende Einrichtungen                                 |
| --------- | ---- | --------------------------------------- | -------------------------------------------------------- |
| Downtown  |      | Zentrum, Entertainment, Hafenanlagen    | Red House (Parlamentssitz), Fort San Andres              |
| Woodbrook |      | Wohngebiet, Entertainment, Hafenanlagen | Hasely Crawford Stadium, zahlreiche Pan Yards            |
| Mucurapo  |      | Wohngebiet                              | Mucurapo Cemetery (Friedhof)                             |
| St. James |      | Wohngebiet, Entertainment               | US-Botschaft, Fort George                                |
| Newtown   |      | Geschäfte                               | Nationalmuseum                                           |
| St. Clair |      | Wohngebiet                              | Magnificent Seven                                        |
| St. Ann’s |      | Wohngebiet                              | Residenz des Premierministers, Botanischer Garten        |
| Maraval   |      | Wohngebiet                              | Kirche Our Lady of Fatima, Kirche Our Lady of Guadeloupe |
| Cascade   |      | Wohngebiet                              | Hilton Trinidad                                          |
| Belmont   |      | Wohngebiet                              | Krankenhaus, Memorial Park                               |
| Gonzales  |      | Wohngebiet                              |                                                          |

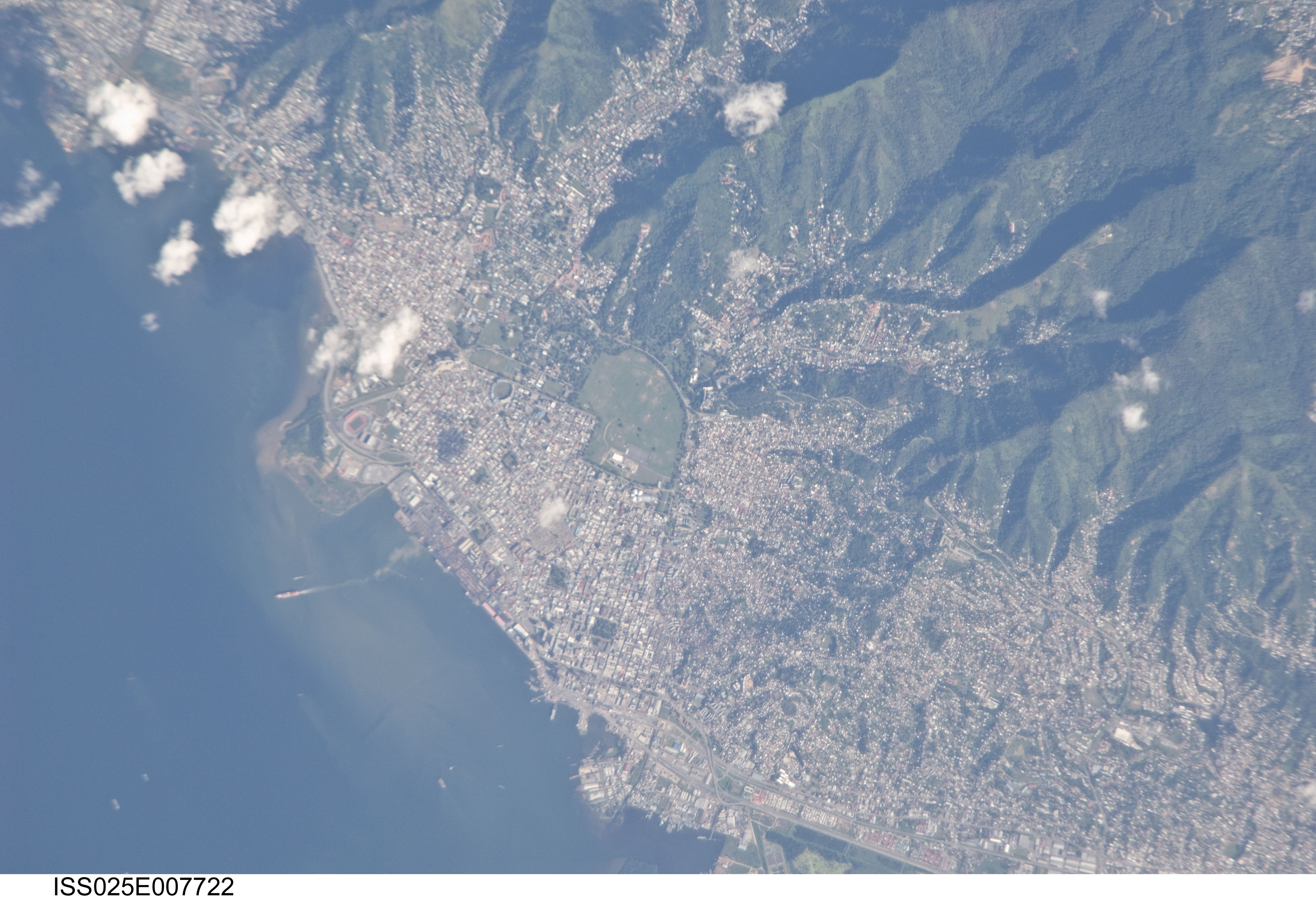
Port of Spain mit der Queen’s Park Savannah in der Mitte; unten rechts der Anfang des East-West Corridor

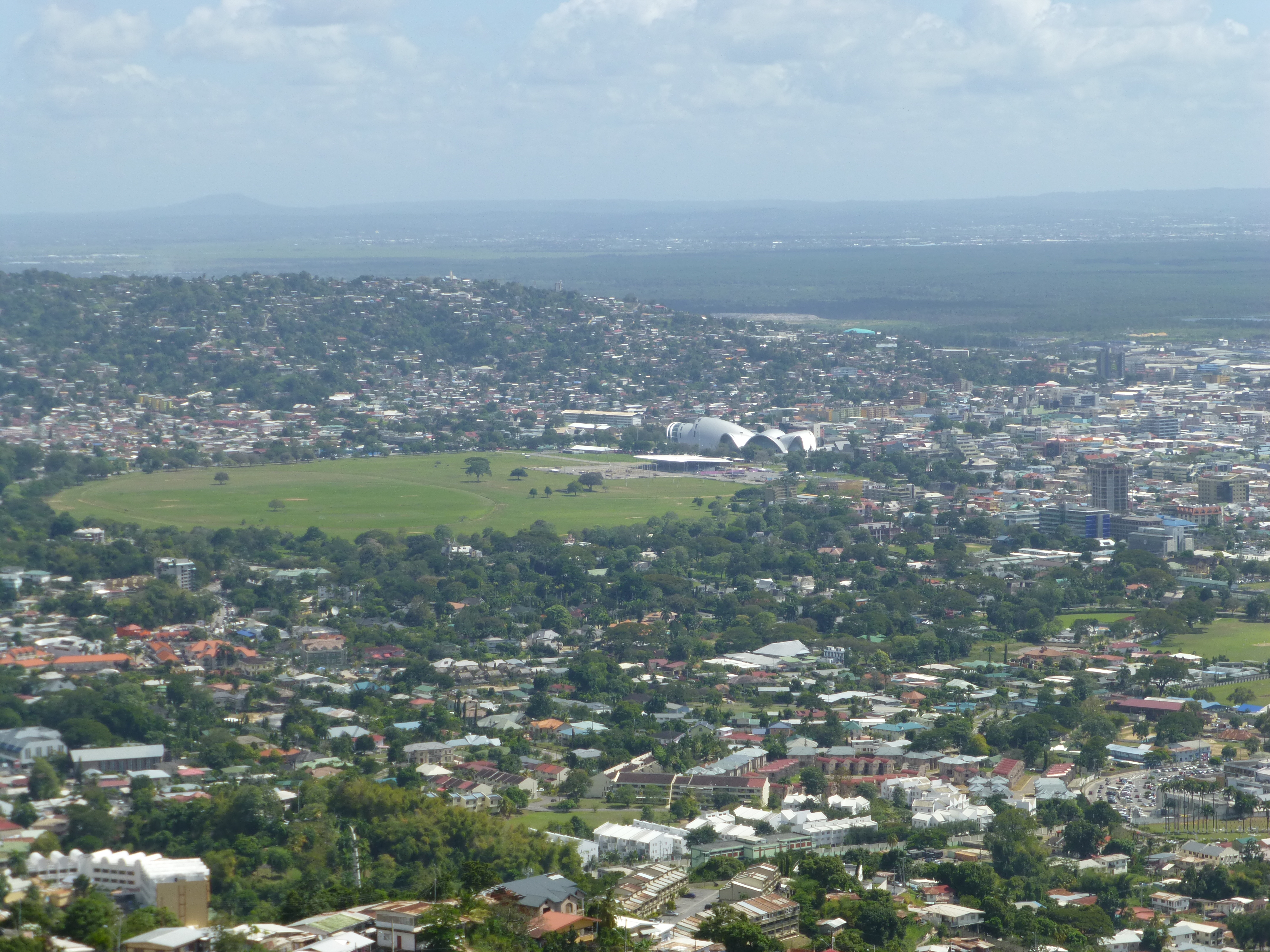
Die Queen’s Park Savannah, darum herum im Uhrzeigersinn Belmont, Laventille, Uptown, St. James und St. Clair

Die Einteilung in Wahlbezirke ist unabhängig von der Unterteilung in Stadtteile. Die Wahlbezirke von Port of Spain sind:
- St. James East
- St. James West
- Woodbrook
- Northern Port of Spain
- Belmont North & West
- Belmont East
- Belmont South
- Southern Port of Spain
- East Dry River
- St. Ann’s River South
- St. Ann’s River Central
- St. Ann’s River North

## Politik
Trinidad und Tobago gliedert sich in elf Regionen, drei Boroughs und zwei unabhängige Städte. Eine der letzteren ist Port of Spain. Verwaltendes Organ ist die Port of Spain City Corporation. Der Rat der Stadt setzt sich aus zwölf Ratsmitgliedern (councillors) und vier Ratsherren (aldermen) zusammen, die aus ihren Reihen den Bürgermeister wählen und für die legislativen und administrativen Angelegenheiten der Stadt verantwortlich sind. Die Ratsmitglieder repräsentieren die zwölf Wahlbezirke Port of Spains.

## Sehenswürdigkeiten
Am South Quay erhebt sich das 1785 zum Schutz des Hafens erbaute Fort San Andres, das heute ein Museum beherbergt. Interessant ist der 1832 im neugotischen Stil fertiggestellte Bau der katholischen Cathedral of the Immaculate Conception und die am Ostende der Queen Street aufragende Jama Masjid, die große Freitagsmoschee, mit ihren zierlichen Minaretten.
Am Woodford Square in Downtown liegt die anglikanische Holy Trinity Cathedral, die 1823 im neugotischen Stil errichtet wurde. Die Westseite des Parks nimmt das Red House ein, das 1907 im Stil eines klassischen Renaissancepalastes erbaute Parlamentsgebäude.
In der Frederick Street, der Hauptgeschäftsstraße, befindet sich das National Museum and Art Gallery mit Exponaten zu Kunst, Geschichte, Archäologie und Geologie der Insel sowie prunkvollen Karnevalskostümen.
Im Nordosten des Stadtzentrums liegt die Queen’s Park Savannah, ein gut ein km² großer Park, der im einheimischen Sprachgebrauch nur Savannah genannt wird. Im südlichen Teil des Parks befindet sich der Grand Stand, eine große Tribüne, vor der die Karnevalsumzüge sowie diverse Soca- und Steelpan-Wettbewerbe abgehalten werden. Am westlichen Rand der Savannah liegen die Magnificent Seven, ein Gebäudeensemble aus frühen 20. Jahrhundert, das durch einen verspielten bis exzentrischen Baustil auffällt. In diesen Gebäuden befinden sich u. a. die älteste Schule der Stadt und der Sitz des anglikanischen Bischofs von Trinidad. Nördlich der Savannah liegen die 1820 angepflanzten Botanischen Gärten, die heute für ihre tropischen und subtropischen Pflanzen aus Südamerika und Südostasien bekannt sind. Im benachbarten Emperor Valley Zoo leben Tiere, die in Trinidad heimisch sind.
Gute Ausblicke auf Port of Spain hat man von den grünen Hügeln des Hinterlandes. Leicht erreichbar ist der 200 Meter hoch gelegene Aussichtspunkt an der Lady Chancellor Road. Im Nordwesten thront das 1804 erbaute englische Fort George 340 Meter hoch über Port of Spain. An klaren Tagen kann man von hier aus die Berge von Venezuela sehen.

### Galerie

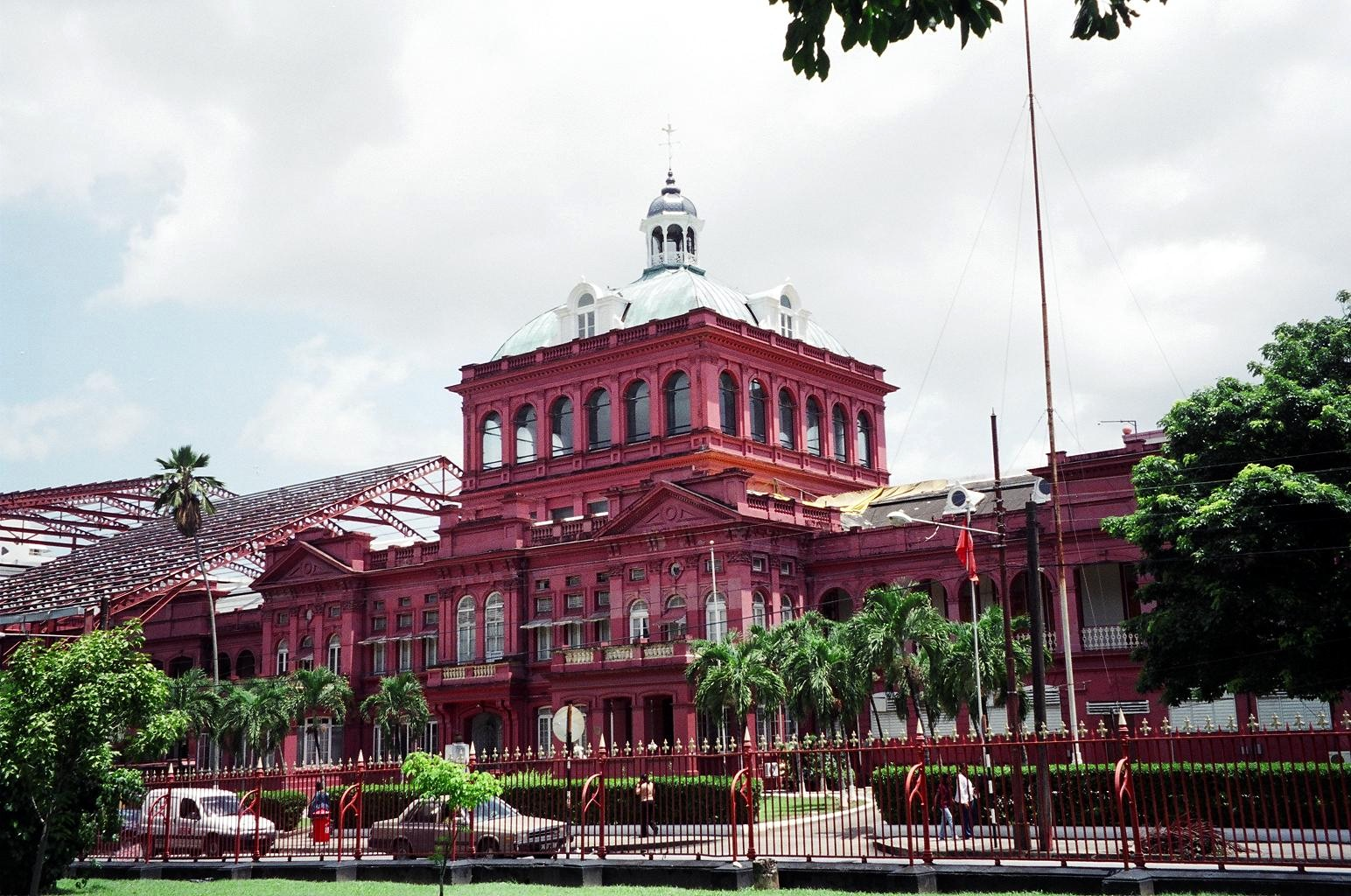
Das Red House (Parlamentssitz) im Stadtteil Downtown
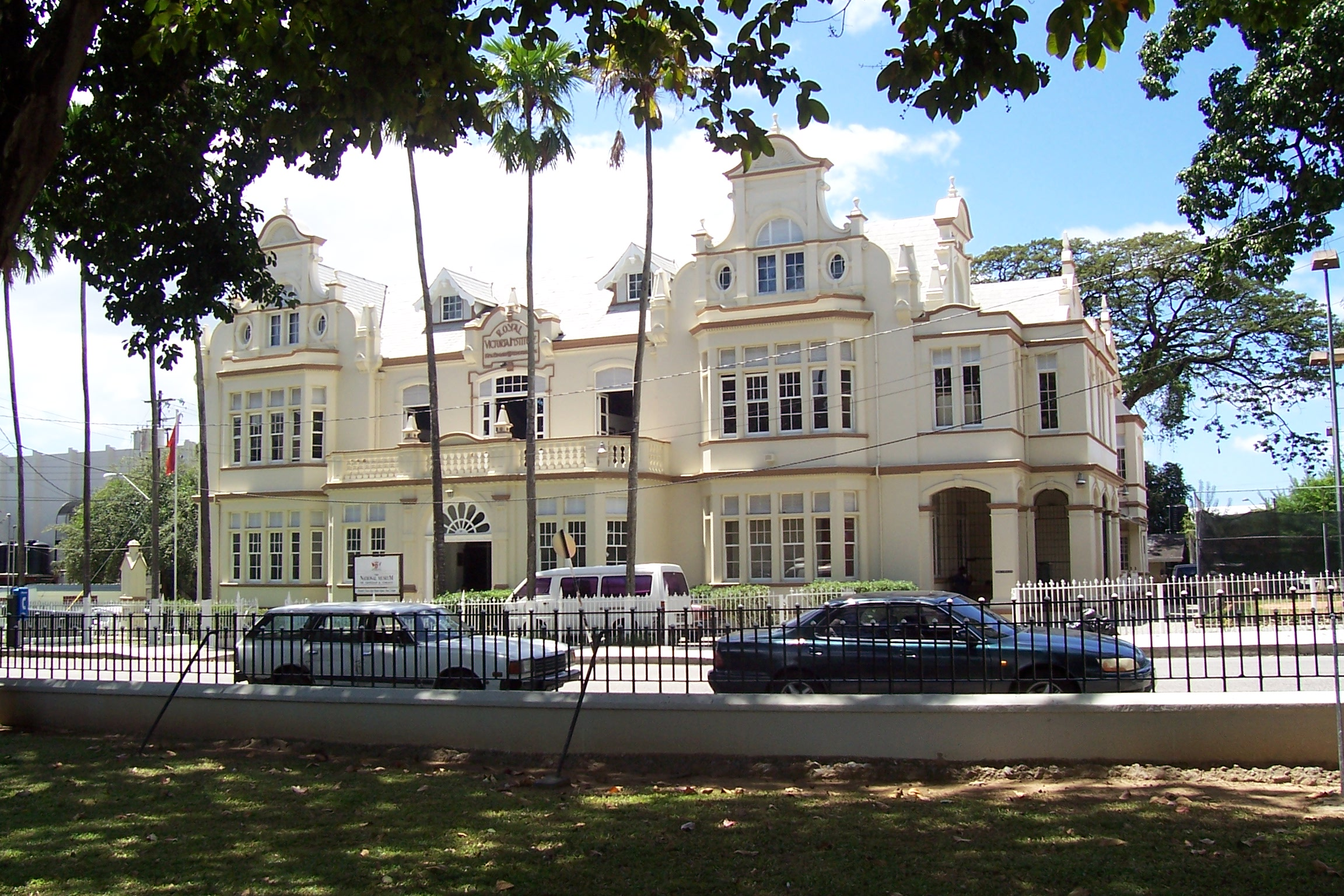
Nationalmuseum und Kunstgalerie
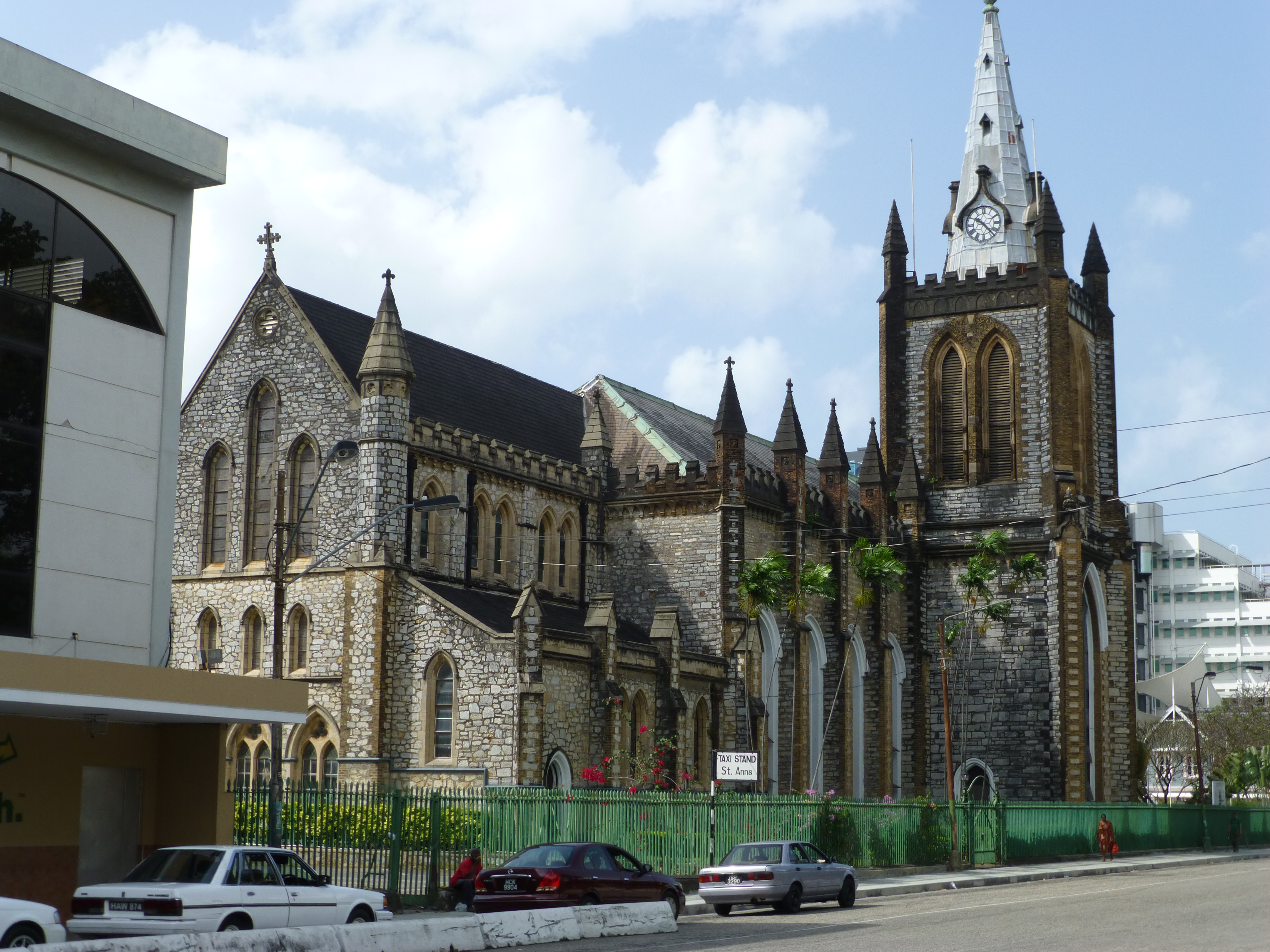
Cathedral of the Holy Trinity

## Kultur

### Religion
Die in Trinidad und Tobago vorherrschende Dominanz des Christentums ist in Port of Spain besonders stark ausgeprägt. Während sich landesweit 55 % der Trinidadier zu verschiedenen Ausprägungen des Christentums bekennen, sind dies in Port of Spain 75 %.
| Religion                    | Anhänger | Anteil |
| --------------------------- | -------- | ------ |
| Römisch-katholische Kirche  | 14194    | 39,5 % |
| Anglikanismus               | 4476     | 12,5 % |
| Pfingstbewegung             | 2861     | 8,0 %  |
| Spiritual-Shouter-Baptismus | 2708     | 7,5 %  |
| Islam                       | 948      | 2,6 %  |
| Siebenten-Tags-Adventisten  | 913      | 2,5 %  |
| Zeugen Jehovas              | 633      | 1,8 %  |
| Orisha                      | 583      | 1,6 %  |
| Hinduismus                  | 520      | 1,4 %  |
| Methodismus                 | 417      | 1,2 %  |
| Presbyterianismus           | 228      | 0,6 %  |
| andere Baptisten            | 208      | 0,6 %  |
| Rastafari                   | 195      | 0,5 %  |
| Moravian Church             | 92       | 0,3 %  |
| andere                      | 1616     | 4,5 %  |
| keine                       | 974      | 2,7 %  |
| keine Angabe                | 4347     | 12,1 % |

### Museen
Port of Spain ist in den meisten kulturellen Bereichen das Zentrum des Landes und verfügt entsprechend über die meisten Museen. Das landesweit bedeutendste Museum ist das National Museum and Art Gallery mit über 10.000 Ausstellungsstücken, darunter eine Dauerausstellung mit Werken von Michel-Jean Cazabon. Das National Museum hat zwei Außenstellen in Port of Spain:
- Das Museum of the City of Port of Spain im Fort San Andres zeigt Geschichte und Entwicklung der Stadt.
- Das Museum of the Police Service im Stadtteil Downtown zeigt die Geschichte der Polizei von Port of Spain.

Das von der Zentralbank betriebene Money Museum am Independence Square zeigt die Geschichte des Trinidad-und-Tobago-Dollar sowie vorhergehender Währungen Trinidads. House of Angostura, größter Rumproduzent Trinidads und Hersteller des Angosturabitters, betreibt das Angostura Museum and Barcant Butterfly Collection, das die Geschichte der Firma sowie Schmetterlinge behandelt.

### Musik, Theater, Kinos
Das Little Carib Theatre im Stadtteil Woodbrook, 1947 gegründet, ist das einzige Tanztheater der Karibik und gibt internationale Gastspiele. Die Queen’s Hall im Stadtteil St. Ann’s ist eine 1959 erbaute Mehrzweckhalle mit einem Fassungsvermögen von 780 Zuschauern, die für Konzerte, Theatervorführungen sowie diverse andere Veranstaltungen bis hin zu Sportevents genutzt wird. Die National Academy for Performing Arts wurde 2009 eröffnet und bietet 1500 Sitzplätze. In Port of Spain gibt es zwei von der lokalen Kette MovieTowne und der IMAX Corporation betriebene Multiplex-Kinos. Unabhängige Kinos, die es in Port of Spain seit dem frühen 20. Jahrhundert gegeben hatte, mussten im Laufe der Zeit schließen; das letzte unabhängige Kino, das Globe Cinema, stellte den regulären Betrieb 2013 ein und dient mittlerweile als Veranstaltungsort für das Trinidad & Tobago Film Festival sowie für den VS Bocas Poetry Slam.

### Karneval
Karneval hat in Trinidad kompetitiven Charakter. Im Rahmen von Wettbewerben werden sowohl die Karnevalszüge als auch die extra für die Umzüge komponierten Soca- und Calypso-Lieder bewertet. Die Wettbewerbe finden in Port of Spain statt, enden in der Queen’s Park Savannah und werden vom Fernsehen übertragen. Der Panorama-Wettbewerb fand bis 2005 in der Savannah statt und wurde dann nach San Fernando verlegt.

### Sport

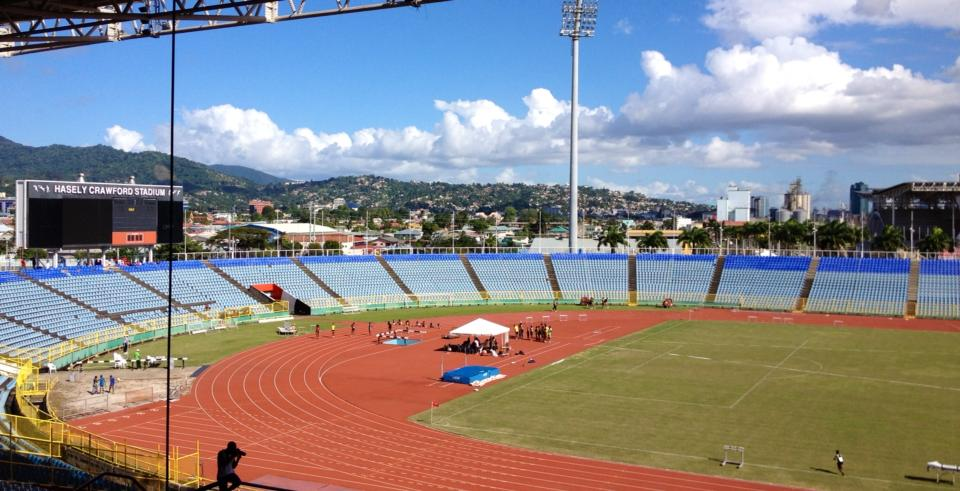
Hasely Crawford Stadium

Die beliebtesten Sportarten sind Cricket und Fußball; internationale Stadien hierfür sind das Queen’s Park Oval bzw. das Hasely Crawford Stadium. Amateursport wird oftmals in der Queen’s Park Savannah betrieben.
Queen’s Park Oval ist ein Test-Cricket-Stadion und wird vom West Indies Cricket Team benutzt. Das Stadion war auch einer der Austragungsorte beim Cricket World Cup 2007.

## Wirtschaft und Infrastruktur

### Wirtschaft
Port of Spain ist Sitz der Finanzindustrie, die als führend im karibischen Raum gilt. Die Wertpapierbörse des Landes, die Trinidad and Tobago Stock Exchange ist hier beheimatet. Zwei der größten Banken der Karibik, die Republic Bank und die Royal Bank of Trinidad and Tobago, haben ihre Firmenzentralen in Port of Spain. Ähnliches gilt für Firmen, die in der für Trinidad sehr wichtigen Öl- und Erdgasindustrie tätig sind, so haben beispielsweise Atlantic LNG, Baker Hughes, BGTT (British Gas), BHP Billiton, BPTT, EOG Resources, Fluor Corporation und Repsol YPF ihren Sitz in Port of Spain. Der wichtigste Hafen des Landes ist der von Port of Spain; in ihm werden die meisten Container umgeschlagen, die NIDCO-Fähren nach San Fernando und Tobago starten dort, und es gibt ein Terminal für Kreuzfahrtschiffe. Ein nicht zu vernachlässigender Wirtschaftsfaktor ist die öffentliche Verwaltung; Regierung, alle Ministerien sowie die meisten nationalen Behörden haben ihren Sitz in der Stadt.

### Verkehr

#### Schienen- und Busverkehr
Von 1876 bis zu seiner Abschaffung 1968 war Port of Spain Ausgangspunkt des trinidadischen Eisenbahnnetzes. Seitdem beschränkt sich der öffentliche Personenfernverkehr auf Busse, die vom zentralen Busbahnhof in Port of Spain aus entlang der Küste nach Süden bis Point Fortin und durch den East-West Corridor nach Sangre Grande verkehren. Innerstädtisch wird der öffentliche Personennahverkehr durch private betriebene Kleinbusse und Taxis abgewickelt.

#### Straßenverkehr
Trinidads Bevölkerung konzentriert sich von Port of Spain ausgehend entlang der Küste nach Süden und entlang des East-West Corridor nach Osten. Die beiden größten Highways des Landes, der Churchill Roosevelt Highway nach Osten und der Uriah Butler Highway nach Süden, nehmen vor den Toren Port of Spains ihren Anfang. Beide Highways sind, genau wie die meisten wichtigen Verkehrsachsen innerhalb der Stadt, notorisch verstopft.

#### Flugverkehr
Der Piarco International Airport befindet sich 27 Kilometer südöstlich der Stadt.

#### Fahrradverkehr
Abgesehen von einer 2015 eröffneten, 3,7 Kilometer langen Spur rund um die innerstädtische Naherholungsfläche Queen's Park Savannah gibt es in Port of Spain keine Radwege.

### Öffentliche Einrichtungen
Port of Spain verfügt über drei staatliche Krankenhäuser, von denen das Port of Spain General Hospital in der südlichen Karibik führend in der Behandlung von schweren Traumata und darüber hinaus ein Lehrkrankenhaus der University of the West Indies ist. Darüber hinaus gibt es in Port of Spain noch drei private Kliniken sowie in der Metropolregion insgesamt 16 lokale Gesundheitszentren.

### Bildung
Die bedeutendste Bildungseinrichtung Trinidads, der Campus der University of the West Indies in St. Augustine, befindet sich 15 Kilometer östlich von Port of Spain. Einige der bedeutendsten weiterführenden Schulen des Landes liegen in der Stadt, so der 1836 gegründete St Joseph’s Convent, das 1859 gegründete Queen’s Royal College, das 1863 gegründete St Mary’s College und das 1945 gegründete Fatima College.

### Wasserversorgung
Für die Wasserversorgung von Port of Spain ist die staatliche Water and Sewerage Authority (WASA) zuständig. Ein Großteil des von der Stadt verbrauchten Wassers stammt aus dem Reservoir am Caroni–Arena Dam 40 Kilometer südöstlich der Stadt.

## Klima
|                       | Jan  | Feb  | Mär  | Apr  | Mai  | Jun  | Jul  | Aug  | Sep  | Okt  | Nov  | Dez  |   |      |
| Mittl. Tagesmax. (°C) | 30,5 | 31,2 | 31,5 | 32,2 | 32,0 | 31,0 | 31,3 | 31,7 | 31,9 | 31,6 | 31,2 | 30,4 | ⌀ | 31,4 |
| Mittl. Tagesmin. (°C) | 20,5 | 20,6 | 21,2 | 21,9 | 23,0 | 22,9 | 22,5 | 22,5 | 22,5 | 22,4 | 22,1 | 21,3 | ⌀ | 22   |
|                       |      |      |      |      |      |      |      |      |      |      |      |      |   |      |
| Niederschlag (mm)     | 71   | 43   | 34   | 51   | 117  | 252  | 266  | 250  | 203  | 199  | 228  | 156  | Σ | 1870 |
|                       |      |      |      |      |      |      |      |      |      |      |      |      |   |      |
| Sonnenstunden (h/d)   | 7,8  | 8,2  | 8,0  | 7,9  | 7,5  | 6,1  | 6,6  | 6,9  | 6,6  | 6,7  | 6,6  | 6,9  | ⌀ | 7,1  |
|                       |      |      |      |      |      |      |      |      |      |      |      |      |   |      |
| Regentage (d)         | 12   | 9    | 4    | 6    | 10   | 19   | 21   | 19   | 17   | 16   | 17   | 15   | Σ | 165  |
|                       |      |      |      |      |      |      |      |      |      |      |      |      |   |      |
| Wassertemperatur (°C) | 27   | 26   | 26   | 27   | 27   | 27   | 28   | 28   | 29   | 29   | 27   | 27   | ⌀ | 27,3 |
|                       |      |      |      |      |      |      |      |      |      |      |      |      |   |      |
| Luftfeuchtigkeit (%)  | 81   | 80   | 77   | 77   | 79   | 84   | 84   | 84   | 84   | 85   | 86   | 84   | ⌀ | 82,1 |

| 20,5 |

| 20,6 |

| 21,2 |

| 21,9 |

| 23,0 |

| 22,9 |

| 22,5 |

| 22,5 |

| 22,5 |

| 22,4 |

| 22,1 |

| 21,3 |

| 20,5 |

| 20,6 |

| 21,2 |

| 21,9 |

| 23,0 |

| 22,9 |

| 22,5 |

| 22,5 |

| 22,5 |

| 22,4 |

| 22,1 |

| 21,3 |

| N i e d e r s c h l a g | 71  | 43  | 34  | 51  | 117 | 252 | 266 | 250 | 203 | 199 | 228 | 156 |
|                         | Jan | Feb | Mär | Apr | Mai | Jun | Jul | Aug | Sep | Okt | Nov | Dez |

## Partnerstädte
- Frankreich: Morne-à-l’Eau
- Guyana: Georgetown
- Kanada: St. Catharines
- Nigeria: Lagos
- Vereinigte Staaten: Atlanta
- Vereinigte Staaten: Richmond

Quelle: 